# Guerau de Requesens i de Relat

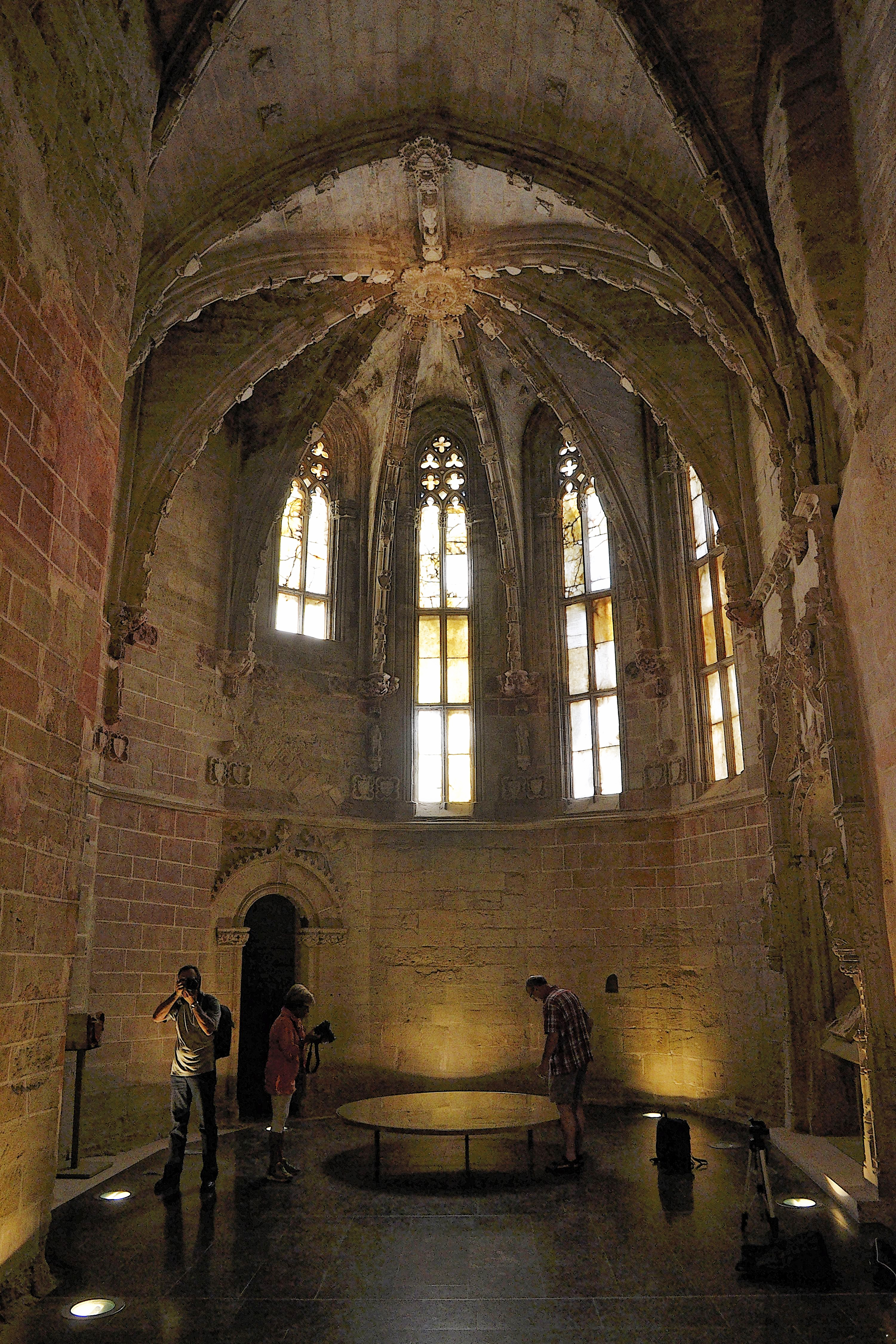
Capella de la Epifania de la Seu Vella

Guerau de Requesens i de Relat (? - Lleida, 1399) fou un eclesiàstic i poeta medieval.
De llinatge noble, exercí com a canonge i prepòsit de la catedral de Lleida, així com plebà de Castelldans i jutge conservador de l’Estudi General de Lleida. El 1380, fou elegit bisbe pels capítols de Lleida i Roda. Durant el seu episcopat, tingué com a vicari general el canonge Jaume d’Aragó.
Convocà dos sínodes i promulgà diverses disposicions de caràcter litúrgic. Entre les seves aportacions més destacades figura la fundació de la capella gòtica de l'Epifania, a la Seu Vella, una obra significativa del gòtic català, més coneguda actualment com la capella de Requesens.

L’any 1392 participà en el consell especial que Joan I celebrà a Barcelona, on es discutiren qüestions relatives als afers de Sardenya i la possibilitat d’organitzar una expedició. També se li atribueix l’autoria del poema Lausor de la Divinitat, una obra que dirigí al poeta Aimó de Sescars.